# Obytné domy na Štefánikově, Podtatranského a Staré baštové ulici

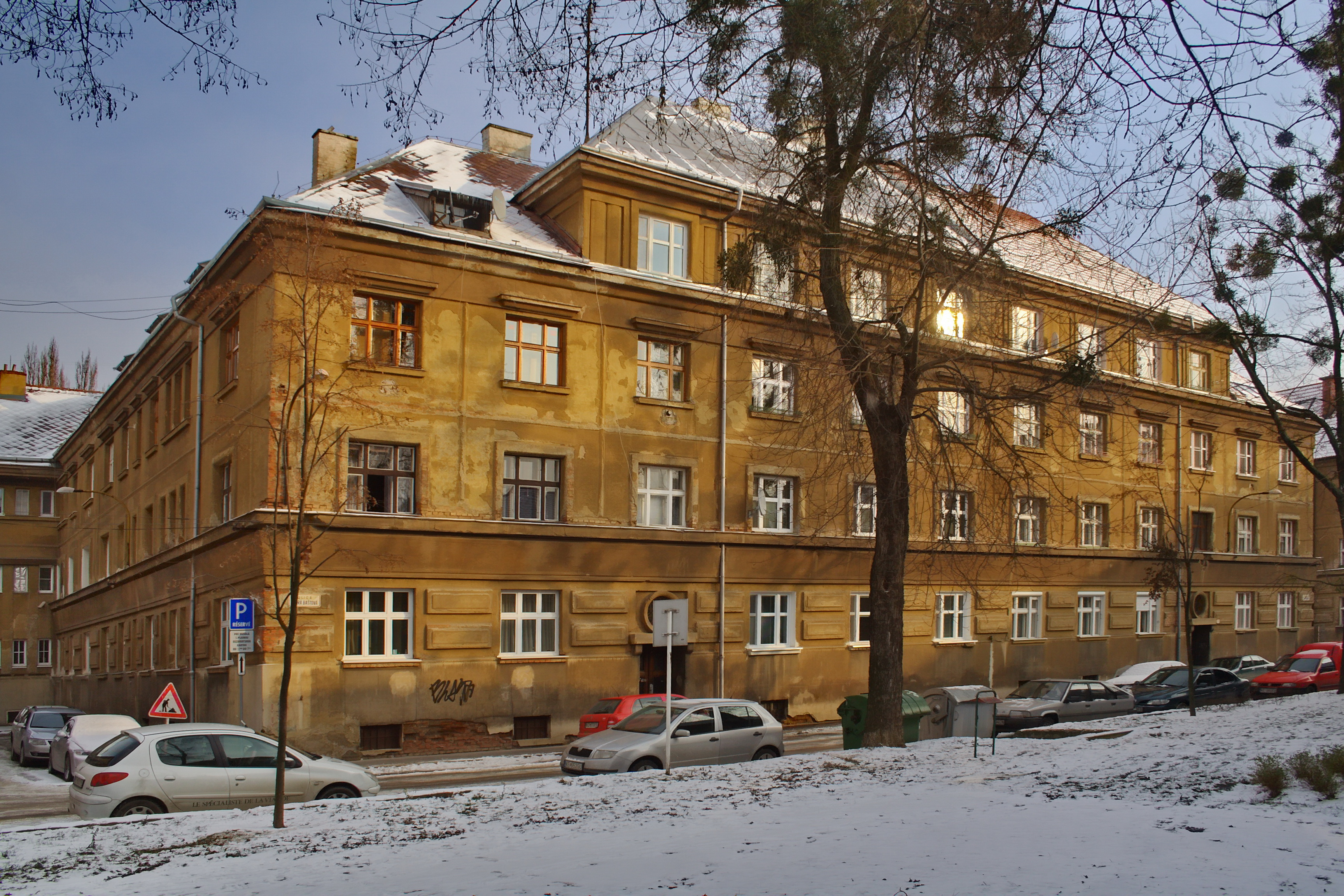
Pohled na komplex ze Staré baštové ulice

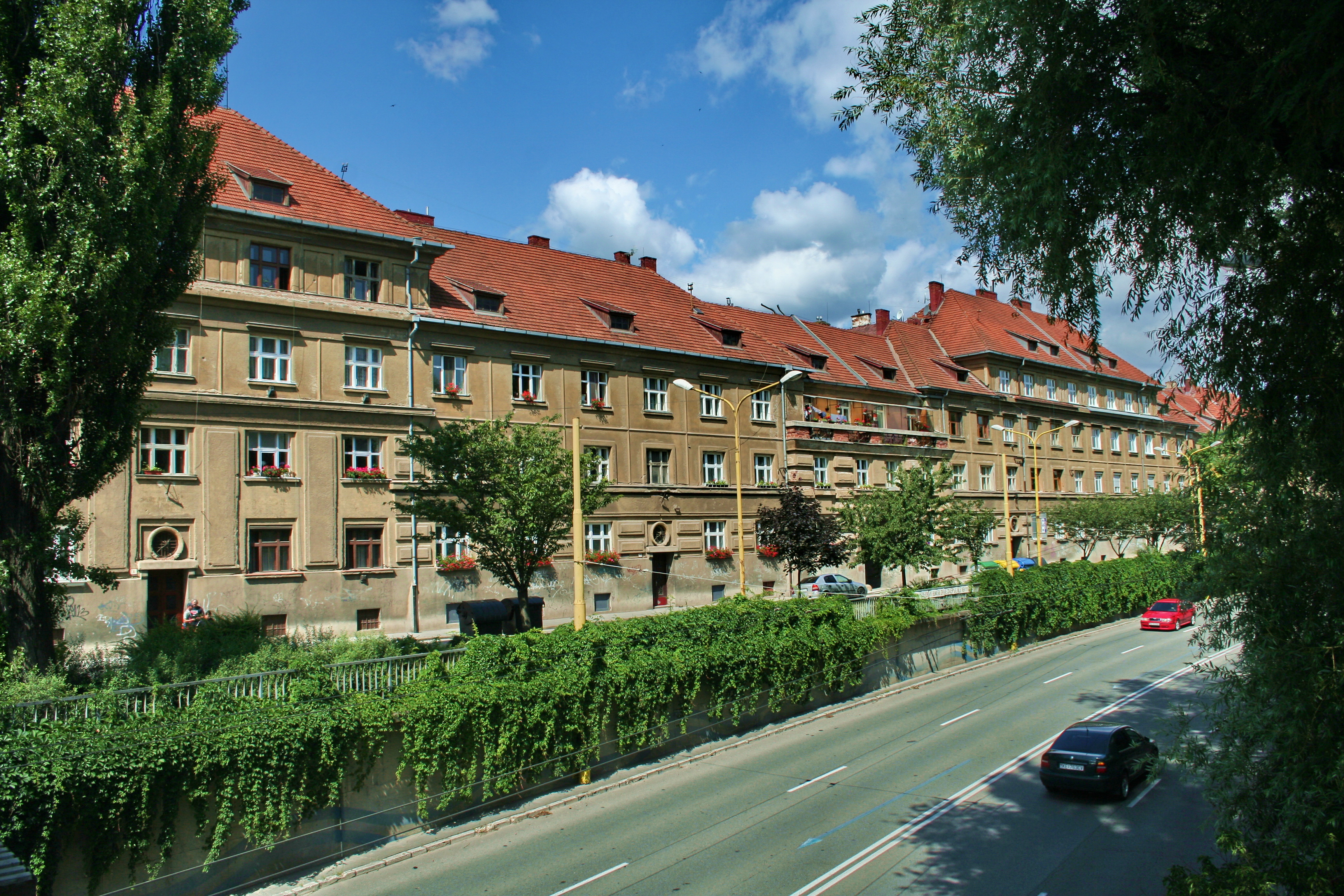
Pohled ze Štefánikovy ulice

Obytné domy na Štefánikově, Podtatranského a Staré baštové ulici (v minulosti označované i jako státní obytné domy československých státních zaměstnanců) je komplex obytných budov na východním okraji historického centra Košic postavený v letech 1921 až 1924. 
Jde o monumentální obytný domovní blok se složitým půdorysem a s uzavřenými nádvořími. Stojí na místě někdejšího hřbitova reformované církve a rozsáhlé zahrady. V severozápadní části komplexu se nachází Katova bašta a replika domu Františka II. Rákocziho známá jako Rodošto. Autor tohoto architektonického díla je neznámý, pravděpodobně šlo o zkušeného architekta, který tvořil v duchu rondokubismu. V severní části je komplex  ukončen plochou neomítnutou stěnou bez napojení na další zástavbu Štefánikovy ulice, což vzbuzuje dojem, že původní plány počítaly s větší rozlohou. Výstavbu realizovala firma známého košického stavitele Huga Kabosa.
V roku 1982 byl obytný komplex vyhlášený za kulturní památku a zanedlouho byl překlasifikován na národní kulturní památku číslo ÚZPF (Ústredný zoznam pamiatkového fondu) 3666/1 - 3, 3667/1 - 7. V jednom z bytů jistý čas žil i slovenský básník, osvětový pracovník a publicista Anton Prídavok.

## Autor projektu
Ľubica Poklembová uvádí jako autora projektu architekta Bedřicha Bendelmayera.